# Szanyi Mária
Szanyi Mária (Jánok, 1945. szeptember 22. –) néprajzkutató, pedagógus.

## Élete
1962-ben Szepsiben érettségizett, majd 1965-ben a nyitrai Pedagógiai Főiskola matematika–fizika szakán végzett. 1965–1969 között Nagytárkányban tanított, majd 1969–1973 között elvégezte a budapesti ELTE néprajz szakát. 1973–1975 között a rozsnyói Bányászati Múzeum, majd 1975–1989 között a galántai Honismereti Múzeum munkatársa.
1974-1989 között a Csemadok Önkéntes Néprajzgyűjtők Szekciójának elnöke volt. Éveken át vezette a Csehszlovákiai Magyar Néprajzi Társaság Pedagógiai Munkacsoportját. 1989 után Nagymácsédon, Hidaskürtön, majd 2005-ös nyugdíjazásáig Galántán tanított matematikát és fizikát. 1990–1992 között néprajzi szemináriumot vezetett a nyitrai Pedagógiai Főiskolán. A Kincskeresők mozgalom elindítója és főszervezője.
Főleg ismeretterjesztő és adatközlő cikkeket publikál.

## Elismerései
- 1985 - A Szlovák Néprajzi Társaság díja
- 2014 - Magyar Ezüst Érdemkereszt[1]
- 2015 - Patria-díj[2][3]
- 2016 - Teleki Pál-érdemérem[4]
- 2020 - A Magyar Kultúra Lovagja

## Művei
- 1971 Gyűjtögetés a növényvilágból. In: Mezőcsát népi kultúrájából
- 1976 A gyűjtögető gazdálkodás emlékei Jánokon. In: Néprajzi közlések II.
- 1976 Egy kéziratos vőfélykönyv. In: Néprajzi közlések II.
- 1976 Kölcsönhatások egy magyar és egy szlovák népcsoport harmincéves együttélésében. In: Kósa, L. - Krupa, A.: Nemzetközi Néprajzi Nemzetiségkutató Konferencia. Budapest-Békéscsaba
- 1987 Bevezetés a vágsellyei (Šaľa) és a taksonyi (Galanta-Matúškovo) tájházhoz írott vezetőhöz. Spravodaj Vlastivedného múzea 12, 33-47.
- 1991 Sóhaj Ürge Máriáért... Hírharang 1991/4.
- Mátyusföldi dolgozatok; szerk. Szanyi Mária; Csehszlovákiai Magyar Néprajzi Társaság, Gbelce, 1992 (Utánpótlás)
- 1993 A falu néprajzáról. Z národopisu obce. In: Vághosszúfalu - Dlhá Ves nad Váhom 1113-1993. Vághosszúfalu, 40-51, 83-87.